# Radhakishorenagar
Radhakishorenagar es una ciudad censal situada en el distrito de Tripura occidental en el estado de Tripura (India). Su población es de 13866 habitantes (2011). 

## Demografía
Según el censo de 2011 la población de Radhakishorenagar era de 13866 habitantes, de los cuales 7456 eran hombres y 6410 eran mujeres. Radhakishorenagar tiene una tasa media de alfabetización del 89,35%, superior a la media estatal del 87,22%: la alfabetización masculina es del 93,72%, y la alfabetización femenina del 84,20%.